# Анстаун

Анстаун (англ. Annestown; ирл. Bun Abha) — деревня в Ирландии, находится в графстве Уотерфорд (провинция Манстер). Одна из тех немногих деревней в Ирландии, в которых нет паба.